# ChemicalBook
ChemicalBook é um site gratuito para produtos químicos, onde usuários podem fazer pesquisas por substâncias químicas pelo seu número CAS ou nome químico. A interface do site está disponível em inglês, alemão, japonês ou chinês.